# La Vacariá e Sant Martin de Càstias
La Vacariá e Sant Martin de Càstias (en francès La Vacquerie-et-Saint-Martin-de-Castries) és un municipi occità del Llenguadoc, situat al departament de l'Erau i a la regió d'Occitània.